# Debemur morti nos nostraque
La frase Debemur morti nos nostraque, tradotta letteralmente, significa "siamo votati alla morte noi e tutte le nostre cose" (Orazio, Ars poetica, 63).
Il concetto è ripreso anche da Ovidio (In Liviam, 359): Tendimus huc omnes: metam properamus ad unam; Omnia sub leges mors vocat atra suas. ("Tutti tendiamo a questo fine, tutti ci affrettiamo ad un'unica mèta; la tenebrosa morte chiama tutte le cose sotto le sue leggi").